# ヴャチェスラフ・トルブニコフ
ヴャチェスラフ・イワノヴィチ・トルブニコフ（ロシア語: Вячесла́в Ива́нович Тру́бников, ラテン文字転写: Vyacheslav Ivanovich Trubnikov, 1944年4月25日 - 2022年4月18日）は、ソビエト連邦およびロシアの諜報員である。ロシア対外情報庁（SVR）長官、上級大将、駐印ロシア特別全権大使を歴任した。ヒンディー語と英語を話す。家族は妻と娘。

## 略歴
イルクーツク州にて、労働者階級の家庭に生まれる。第二次世界大戦で家族でモスクワから避難したが、終戦後に戻った。1967年、モスクワ国際関係大学を金メダルで卒業。大学卒業後、ソ連国家保安委員会（KGB）大学校で学び、第1総局（対外諜報）に配属される。
1971年から1977年まで、APNの通信員をカバーとして、南アジア諸国（インド、バングラデシュ、ネパール、パキスタン）で活動する。1973年からジャーナリスト連盟会員となり、1977年から1984年まではKGB本部で勤務する。1984年から1990年までインドとバングラデシュのKGB駐在部長を務める。
1990年から1992年までKGB第1総局南アジア課長を務める。1992年1月、ロシア対外情報庁（SVR）第一次官に任命され、1996年1月1日より2000年5月21日まで長官を務めた。
2000年6月、外務第一次官、駐CIS諸国ロシア連邦大統領特別全権代表に任命される。2004年8月には駐印ロシア特別全権大使に任命された。

## 受賞・勲章
四等「祖国に対する貢献に対する」勲章、赤星勲章2個、「名誉国家保安職員」記章、「諜報における奉仕に対する」記章を有する。